# North Shore (Auckland)
North Shore es un barrio (ward) de la ciudad de Auckland, Nueva Zelanda. Desde 1989 hasta 2010 fue una ciudad independiente.
Comprende una gran área al norte de la ciudad, conectada con el centro por dos puentes del puerto.
North Shore ha sido administrado por varios concejos a lo largo de los años, en el pasado más reciente por el Ayuntamiento de North Shore. El 1 de noviembre de 2010 el Ayuntamiento de North Shore y los otros seis concejos locales y el Concejo Regional de Auckland se fusionaron para crear el Concejo de Auckland.

## Economía
Hay más de 22 000 empresas en North Shore, lo que constituye el 6 % del PIB del país. La entonces ciudad superó las tasas de crecimiento de la nación en número de empresas entre 1998 y 2002, con un crecimiento del 29,3 %. Su centro comercial se sitúa en el barrio de Albany.
Según el censo de junio de 2006, los ingresos medios de un habitante de más de 15 años son de 29 100 dólares neozelandeses comparados con los 24 400 de todo el país.

## Demografía
Según el censo de 2006, la composición de la población es la siguiente: de origen europeo, 67,5 %; de origen asiático, 18,5 %; maorí, 6,3 %; de islas del Pacífico, 3,4 %, y de Oriente Medio, África o Latinoamérica, 1,8 %.

## Infraestructura
La circulación dentro de la zona es fácil, pero llegar al centro ocasiona problemas. Hay ferris de ida y vuelta en Devonport, Bayswater, Half Moon Bay, Northcote Point, Stanley Bay y Birkenhead.